# Aristóbulo Cala
Aristóbulo Cala Cala (Hato,Santander, 13 de mayo de 1990) es un ciclista profesional de ruta colombiano. Desde 2020 corre con el equipo de colombiano Sundark Arawak de categoría amateur.

## Palmarés
2010
- 3.º en el Campeonato de Colombia en Ruta sub-23

2013
- Clásica Perla del Fonce, Colombia
- Clásica Aguazul (Casanare), Colombia, más 1 etapa

2014
- Circuito de Combita, (Boyacá), Colombia
- Clásica Perla del Fonce, Colombia, más 2 etapas

2017
- Vuelta a Colombia

2018
- 1 etapa de la Vuelta a Costa Rica[2]

2021
- Campeonato de Colombia en Ruta

## Equipos
- Formesan - Bogotá Humana (2013-2014)
- Sogamoso Ciudad - Influyente - IRDS (2016)
- Bicicletas Strongman (2017-2019)
- Sundark Arawak (2020-)